# Oliebol

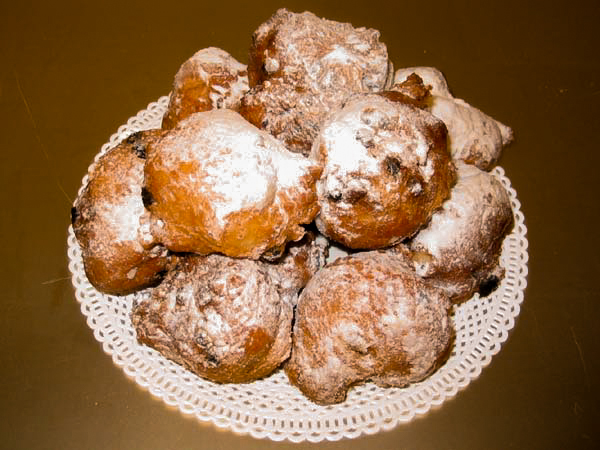
Oliebollen s rozinkami

Oliebollen (doslova „olejové koule“) je tradiční smažený pokrm z kynutého těsta typický pro Nizozemsko a Belgii. Nejen v Nizozemsku se tradičně podávají na Silvestra. Během zimních měsíců jsou v obou zemích k dostání ve stáncích na pouti.
Oliebollen se připravují tak, že se těsto pomocí dvou lžic umístí na pánev s horkým olejem. Takto vzniklá kulatá olejová koule se nechá osmažit dohněda. Pomocí lžíce na zmrzlinu je možné vytvarovat pěkně kulatou kouli.
Těsto se obvykle dělá z mouky, vajec, droždí, trochy soli a vlažného mléka nebo podmáslí. Namísto droždí se někdy používá pivo, protože obsahuje kvasnice. Těsto se musí nechat hodinu vykynout, aby byla oliebol dostatečně nadýchaná. Oliebollen se většinou posypávají moučkovým cukrem.
V některých částech Belgie se tento pokrm nazývá smoutebol (sádlová koule). To proto, že se dříve smažila na sádle. Oliebol se v Belgii na rozdíl od Holandska většinou neplní. Případná náplň sestává z rozinek či jablek.